# Tung Chee-hwa

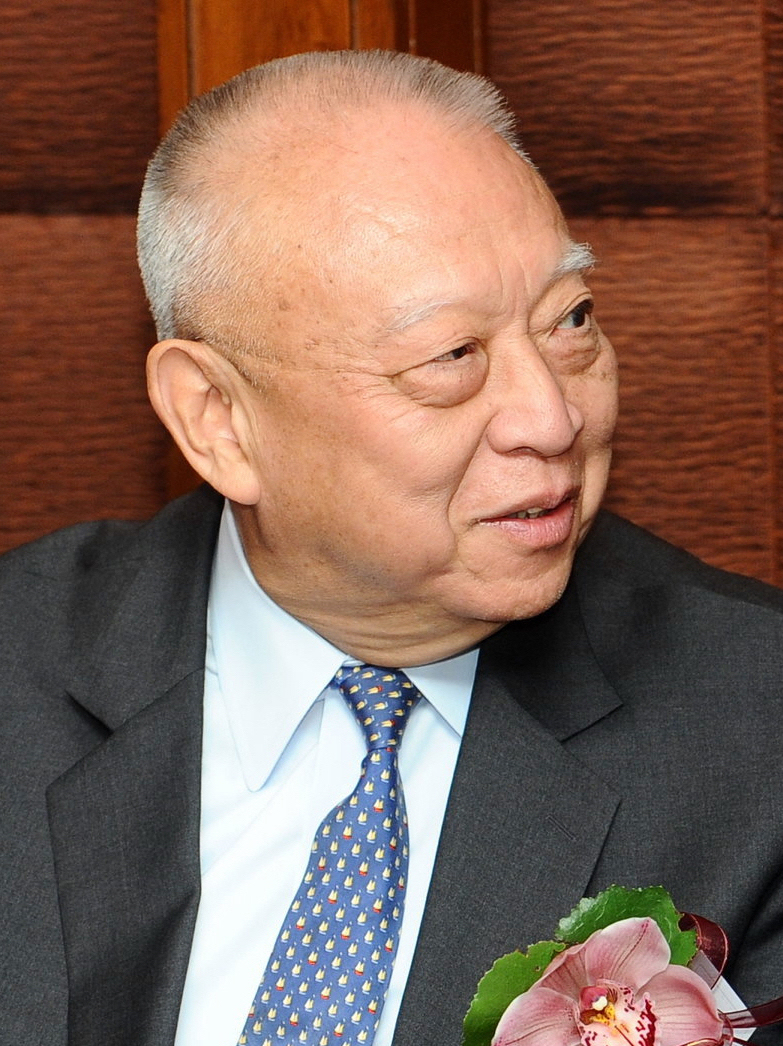
Tung Chee-hwa (2011)

Tung Chee-hwa GBM (chinesisch 董建華 / 董建华, Pinyin Dǒng Jiànhuá, Jyutping Dung2 Gin3waa4; * 7. Juli 1937 in Shanghai, China) ist ein chinesischer Geschäftsmann und Politiker. Er war der erste Chief Executive der Sonderverwaltungszone Hongkong. Er wurde auf diesen Posten nach der Übergabe der Stadt im Jahre 1997 berufen. Im März 2005 trat er nach andauernden Protesten der Bevölkerung gegen die Hongkong-Politik der VR China zurück, sein Nachfolger wurde Donald Tsang.
Im Juli 2017 verkaufte Tung Chee Hwa die Orient Overseas Container Line (OOCL) zum Preis von umgerechnet 5,5 Milliarden Euro an China COSCO Shipping Corporation, welche etwa zeitgleich aus China Ocean Shipping (Group) Company (Cosco) und China Shipping Container Lines (CSCL) entstand. Durch den Verkauf entstand eine neue Containerschiffgesellschaft mit 400 Ozeanschiffen und 1.300.000 Standardcontainern.
In den Pandora Papers, einem 2021 veröffentlichten großen Datenleck über Steueroasen, wird er als Aktionär, Direktor oder Begünstigter von Offshore-Gesellschaften genannt.